# ポール・トンプソン (ミュージシャン)
ポール・トンプソン（Paul Thompson、1951年5月13日 - ）は、イングランドのドラマー。ロキシー・ミュージックのメンバーとして知られている。

## 略歴

### 生い立ち
トンプソンはノーサンバーランド州ニューカッスル・アポン・タインで生まれた。生後6ヶ月から家族とイングランド北東部のジャローに住み、ウェスト・サイモンサイドの幼稚園と小中学校に通った。
中学校の音楽の授業でドラム演奏に興味を抱くようになり、働きながら代金を支払っていくという条件でオリンピック社のドラム・キットを購入した。そして1965年、地元のユースクラブで演奏するThe TymeやJohnny Blue and the Blue Boysなどで演奏した。

### 黎明期
15歳の時に退学し、The Tymeを去ってThe Urgeに加入し、メンバーのジョン・マイルズやヴィック・マルコムと活動した。やがて見習い金属細工師としての仕事に就いたが、地元のクラブやパブで週7晩もの演奏を行い、疲れからで仕事中に眠りに落ちて解雇された。そこで17歳にしてプロのミュージシャンになった。
クラブで活動を続け、ビリー・フューリーのバック・バンドを含む幾つかのバンドで演奏したが大きな成功を得られず、一時期は音楽を離れた仕事にも就かざるを得なかった。
1971年、メロディ・メイカーで「アヴァンギャルド・ロックのバンド」が出したドラマーの募集広告を見つけ、早速応募した。電話を取ったのはブライアン・フェリーだった。

### ロキシー・ミュージック
フェリーは学友だったグラハム・シンプソンとバンドを結成しつつあったが、初代ドラマーのデクスター・ロイドが脱退したので、後任を探していた。トンプソンはオーディションに合格して、のちにロキシー・ミュージックを名乗るバンドに加入した。
彼等が上げた大きな成功の中で、トンプソンはドラマーとしての技術と力量を広く認められ、ファンからは"The Great Paul Thompson"と称えられた。
1974年10月に発表されたシングル『オール・アイ・ウォント・イズ・ユー』のB面収録曲'Your Application Failed'は、トンプソンが作曲したインストゥルメンタルである。
ロキシー・ミュージックでの活動の傍ら、フェリー、アンディ・マッケイ、フィル・マンザネラ、オリジナル・メンバーで1973年に脱退したブライアン・イーノのソロ・アルバムの制作に協力した。
1976年6月末、ロキシー・ミュージックは解散した。トンプソンはソロ活動に専念するフェリーの依頼を受けて、シングル曲「レッツ・スティック・トゥゲザー」と4曲入りEPの制作に参加した。引き続いて彼の新作アルバム『イン・ユア・マインド (あなたの心に)』の制作にも協力し、同アルバムが発表された翌1977年2月にワールド・ツアーに参加。6月初旬には、同ツアーのメンバーとしてフェリー、マンザネラ、クリス・スペディング、ジョン・ウェットンらと共に初来日した。
1978年夏、ロキシー・ミュージックの再結成に参加し、アルバム『マニフェスト』（1979年）のツアーの一環として同年4月末に行なわれた初の日本公演で再来日した。しかしその年の後半、新作アルバムの制作が始まる前に、フェリーとの音楽の違いを理由に脱退した。ロキシー・ミュージックはアラン・シュワルツバーグ、サイモン・フィリップス、アンディ・ニューマークを起用して新作『フレッシュ・アンド・ブラッド』を完成した後、1980年5月から始まるツアーにトンプソンの助力を仰いだ。彼は同意したがバイクの事故で親指を負傷して、結局ツアーには参加できなかった。

### その後
彼はゲイリー・ムーアやジョナサン・パーキンスと活動し、オイ!のバンドであるエンジェリック・アップスターツやアメリカ合衆国のオルタナティヴ・ロック・バンドであるコンクリート・ブロンドのドラマーも務めた。
2001年、フェリー、マッケイ、マンザネラが主導したロキシー・ミュージックの再結成ツアーに参加した。
2002年、フェリーのアルバム『フランティック』の制作に協力し、翌2003年のツアーにも参加した。
2005年6月11日、ロキシー・ミュージックのメンバーとしてワイト島音楽祭2005に出演した。
アンディ・マッケイ & ザ・メタファーズ（Andy Mackay & The Metaphors）に参加してライブ・ギグで演奏し、CD『London! Paris! New York! Rome!』（2009年）にクレジットされた。
2013年、ニューカッスル・アポン・タインのリンディスファーンに参加した。
2019年、ロキシー・ミュージックがロックの殿堂入りを果たし、トンプソンは8人の受賞者の一人に選ばれた。

## 影響とフォロー
ニュー・ウェイヴ・バンドで1978年にデビューしたデュラン・デュランのドラマーであるロジャー・テイラーは、トンプソンのドラミングが自分の演奏に大きな影響を与えたと述べている。